# Rake Yohn
Edward Carl Webb (Bryn Mawr, Pennsylvania, 20 januari 1975), beter bekend als Rake Yohn, is lid van de CKY Crew en speelt vaak in MTV's Jackass, Viva La Bam en in de CKY-video's. Hij studeerde aan de Pennsylvania State University en is nu een scheikundige, gespecialiseerd in synthetische materialen. In Viva La Bam is hij elke aflevering te zien, terwijl hij Bams oom Don Vito pest en stunts uithaalt.
- Library of Congress Control Number: no2008083752
- MusicBrainz: 3f4e236a-5da8-48b1-8e77-31bcf2faa810
- Virtual International Authority File: 56423532
- WorldCat: E39PBJfx8qGQtvcTWqtVCrYByd